# Karekare

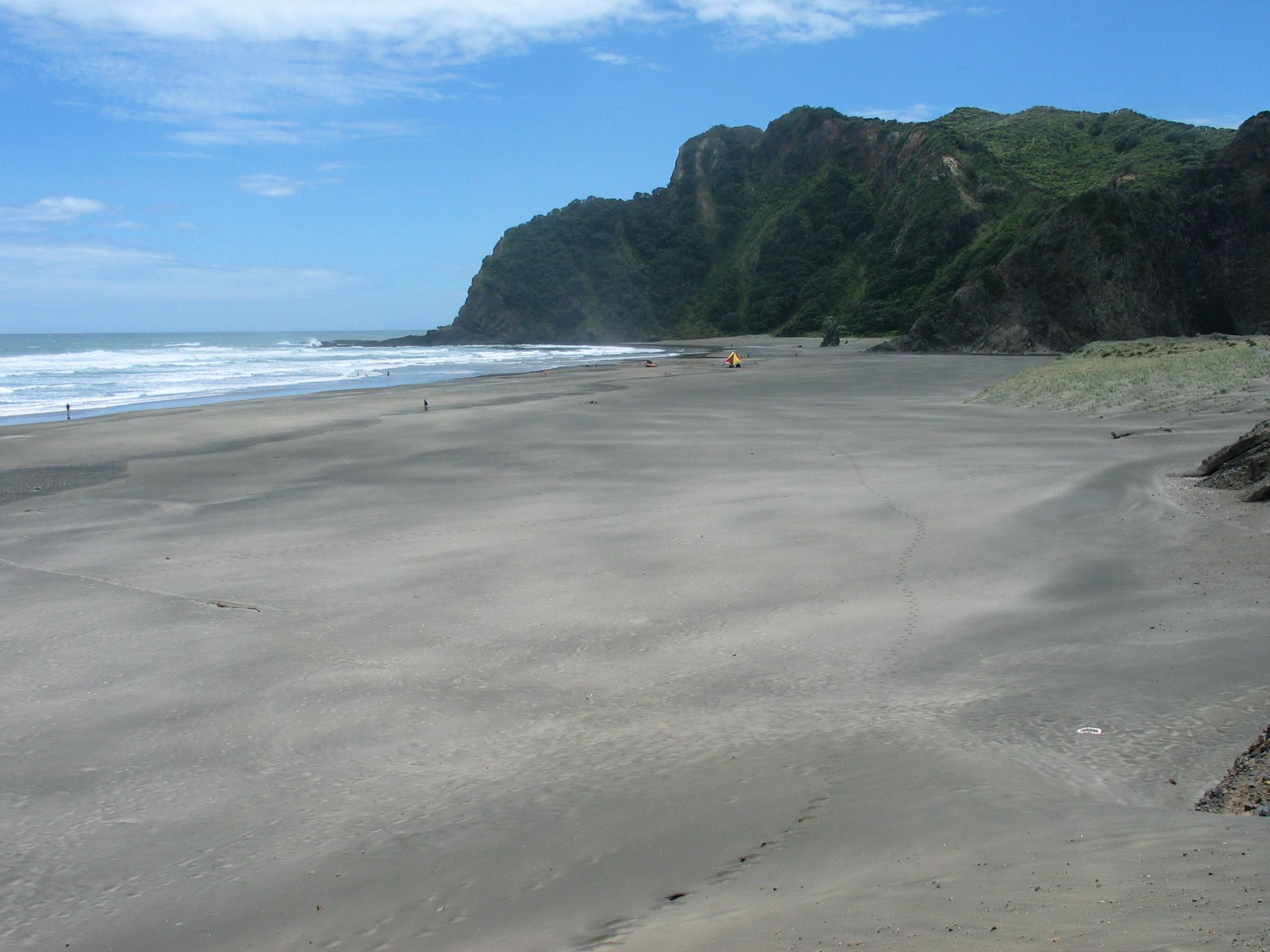
Strand van Karekare

Karekare is een kleine plaats in het noorden van Nieuw-Zeeland, het ligt daar waar de bergen van de Waitakere Ranges uitkomen bij het zwarte zandstrand en de zee. Het ligt ongeveer 35 kilometer ten westen van Auckland, ten zuiden van het strand van Piha. Ten zuiden ligt Whatipu, ten oosten ligt het Centennial Memorial Park en waterreservoir.
Karekare is een populaire bestemming voor inwoners van Auckland in de zomer. Het gebied heeft desondanks veel van de natuurlijke schoonheid en isolement weten te behouden, en krijgt niet het grote aantal bezoekers dat Piha krijgt. Dit is deels omdat de weg erg smal en nog niet lang verhard is.
Het plaatsje werd in een lied van Crowded House op hun Together Alone album bezongen. Het album werd grotendeels in Karekare opgenomen. Het was ook de locatie voor de film The Piano, waarin beelden van het strand van Karekare en Piha werden gebruikt.